# 馬應龍 (正德進士)
馬應龍（1474年—1527年），字公濟，陝西臨洮府河州（今甘肅臨夏回族自治州）人，民籍，明朝政治人物。

## 生平
其先鳳陽人。弘治十四年（1501年）辛酉科陝西鄉試第二名舉人。正德六年（1511年）中式辛未科會試第四十七名，二甲第三名進士。除戶部江西司主事。直隸起事農民劉七部轉戰河南，朝廷圍剿，馬應龍奉命督餉。陞郎中。
嘉靖元年（1522年），陞山東按察司副使，整飭霸州等處兵備。嘉靖五年，九次上書乞歸，明世宗不允。同年十二月（1527年初），命升四川按察使，未上任卒。

## 家族
曾祖馬志；祖父馬祥；父馬文，母王氏。永感下。兄馬全、馬才、馬聰、馬惠。